# Javier Cano Blázquez
Javier Cano Blázquez (Cabezuela del Valle) es un deportista español que compite en escalada. Ganó una medalla de bronce en el Campeonato Europeo de Escalada de 2015, en la clasificación combinada.

## Palmarés internacional
| Campeonato Europeo | Campeonato Europeo  | Campeonato Europeo | Campeonato Europeo |
| Año                | Lugar               | Medalla            | Prueba             |
| ------------------ | ------------------- | ------------------ | ------------------ |
| 2015               | Innsbruck (Austria) | Medalla de bronce  | Combinada          |